# Rosa Mas i Mallén
Rosa Mas i Mallén (* 1916 in Barcelona; † 21. Dezember 1988 ebenda) war eine katalanische Violinistin und Komponistin.

## Leben und Werk
Rosa Mas studierte Solfeig bei Frederic Alfonso und Violine bei Francesc Costa am Städtischen Konservatorium von Barcelona. Gesangsunterricht nahm sie bei Andreua Fornells und Conxita Badia in Barcelona.
1930 erhielt sie ein Stipendium der Stadt Barcelona für Auslandsstudien. 1931 gewann sie den 1924 von dem gleichnamigen Barceloneser Gitarrenbauer gestifteten Parramón Preis. 1932 gab sie ihr Debüt als Orchestersolistin mit der Banda Municipal de Barcelona. 1933 erhielt sie von der Stadt Barcelona ein Stipendium, um sich am Internationalen Henryk-Wieniawski-Violinwettbewerb in Warschau zu beteiligen. Hier erspielte sie sich ein Ehrendiplom.
Der Ausbruch des Spanischen Bürgerkrieges unterbrach ihre Karriere. Nach dem Krieg entwickelte sie sich zu einer der besten Violinistinnen Spaniens. 1940 führte sie als erste Interpretin die Sonate in g-moll von Joaquín Turina auf. 1944 wurde sie zur Subconcertino (erste Orchestersolistin) des neu gegründeten Orquestra Municipal de Barcelona ernannt.
1947 unternahm Rosa Mas von Buenos Aires ausgehend eine große Südamerikatournee. Anlässlich ihrer Konzerte wurde ihr vom argentinischen Staat Aufbau und Leitung einer höheren Bildungsinstitution für das Fach Violine angeboten. Sie lehnte ab, da sie hierfür die argentinische Staatsbürgerschaft annehmen hätte müssen.
1961 – kurz vor einer geplanten Tournee in die Vereinigten Staaten – kehrte sie aufgrund des Todes ihrer Schwester Mercè nach Barcelona zurück und gab ihre Karriere auf. Sie starb am 12. Dezember 1988 in Barcelona.

## Werke von Rosa Mas i Mallén
- Avui és Nadal, (1972, „Heute ist Weihnachten“). Weihnachtslied für Chor und vier Singstimmen, auf einen Text von Rosa Mas.
- Cançó de Barcelona, (1971, „Lied zu Barcelona“). Weihnachtslied für vier Singstimmen und Klavier.
- Cançó de bressol (1972, Wiegenlied) für Singstimme und Klavier.
- Esquinita de mi barrio, (1983). Tango auf einen Text von Dora del Pino.
- Mi dulce Galicia, (1975, Mein liebliches Galizien). Nach einem Text von Mercedes Novo Díaz.[5]